# Susana de Albania
Susana, princesa heredera de Albania (de soltera Susan Cullen-Ward, 28 de enero de 1941, Sídney - 17 de julio de 2004, Tirana) fue la Princesa Heredera de Albania y Reina Consorte Titular de Albania.
Ella usaba el título de Reina Susana de Albania (en albanés, Suzana Zog, Mbretëreshë e Shqiptarëvet).  Su marido, conocido como el Rey Leka, había sido proclamado Rey de Albania por el gobierno albanés anticomunista en el exilio en 1961, tras la muerte de su padre, el Rey Zog. Mientras tanto, Albania era una república comunista.

## Primeros años
Nació en Sídney, suburbio de Waverley, hija de Alan Robert Cullen-Ward y su esposa, la Dorothea Phyllis Murray-Prior. Ella era nieta del Honorable Thomas Lodge Murray-Prior, un político australiano, que trabajó como director general de Correos de los ministerios de Robert Herbert, sir Robert Mackenzie, y Arthur Hunter Palmer en Queensland, y descendiente de Eduardo I de Inglaterra y de su primera esposa Leonor de Castilla.
Cullen-Ward se crio en la granja de las ovejas de su padre. Asistió a la universidad Presbyterian Ladies en Orange, entonces Sídney Technical College, antes de enseñar arte en un estudio privado. Estuvo casada con Richard Williams de 1965 a 1970.

## Su Matrimonio con el Príncipe Heredero de Albania
Susan Cullen-Ward se reunió con príncipe Leka, el único hijo del rey Zog I de Albania, en una cena en Sídney. El 7 de octubre de 1975, se casaron en una ceremonia civil en Biarritz, Francia. La pareja se casó más tarde en una ceremonia religiosa en Madrid.
Las autoridades australianas se negaron a reconocerla como una reina, pero, en un compromiso cuando Andrew Peacock fue ministro de Relaciones Exteriores, emitió un pasaporte a nombre de "Susan Cullen-Ward, conocida como la Reina Susan".
Ella vivió una vida turbulenta después de casarse con Leka, mientras se movían de un país a otro, al no tener residencia permanente o punto fijo de referencia. En los primeros años de su matrimonio, la pareja vivió en España antes que Leka fuera expulsado del país por ilícitos tráfico de armas. Más tarde se instaló en Rodesia (ahora conocido como Zimbabue). Después de una pelea con el gobierno de Robert Mugabe, la pareja se mudó de nuevo, esta vez a Sudáfrica, donde su hijo, Leka, nació en 1982.

## Muerte
La princesa heredera de Albania murió de cáncer de pulmón el 17 de julio de 2004 en Tirana, Albania. Después de su muerte, fue velada en una capilla fuera de Tirana. Está enterrada junto a la reina Geraldina y su esposo, el príncipe Leka.

## Títulos y honores

### Títulos
| ● 1941-1965: | Srta. Susan Cullen-Ward                        |
| ● 1965-1970: | Sra. Rick Williams                             |
| ● 1970-1975: | Srta. Susan Cullen-Ward                        |
| ● 1975-2004: | Su alteza real la princesa heredera de Albania |

Extraoficialmente (no reconocida como tal por su país de nacionalidad):
| ● 1975-2004: | Su majestad la reina Susana de Albania |

### Honores
Nacionales
- Dama Gran Cruz de la Orden de la Fidelidad (06/10/1975).[3]

## Ancestros
|  |                                            |  |  |  |  |  |  |  |  |  |  |  |  |  |  |  |
|  | 16. William Ward                           |  |  |  |  |  |  |  |  |  |  |  |  |  |  |  |
|  |                                            |  |  |  |  |  |  |  |  |  |  |  |  |  |  |  |
|  |                                            |  |  |  |  |  |  |  |  |  |  |  |  |  |  |  |
|  | 8. William Cullen-Ward                     |  |  |  |  |  |  |  |  |  |  |  |  |  |  |  |
|  |                                            |  |  |  |  |  |  |  |  |  |  |  |  |  |  |  |
|  |                                            |  |  |  |  |  |  |  |  |  |  |  |  |  |  |  |
|  | 17. Elizabeth Ann Cullen                   |  |  |  |  |  |  |  |  |  |  |  |  |  |  |  |
|  |                                            |  |  |  |  |  |  |  |  |  |  |  |  |  |  |  |
|  |                                            |  |  |  |  |  |  |  |  |  |  |  |  |  |  |  |
|  | 4. Rupert Allen Cullen-Ward                |  |  |  |  |  |  |  |  |  |  |  |  |  |  |  |
|  |                                            |  |  |  |  |  |  |  |  |  |  |  |  |  |  |  |
|  |                                            |  |  |  |  |  |  |  |  |  |  |  |  |  |  |  |
|  | 9. Mary Ann Hibbard                        |  |  |  |  |  |  |  |  |  |  |  |  |  |  |  |
|  |                                            |  |  |  |  |  |  |  |  |  |  |  |  |  |  |  |
|  |                                            |  |  |  |  |  |  |  |  |  |  |  |  |  |  |  |
|  | 2. Alan Robert Cullen-Ward                 |  |  |  |  |  |  |  |  |  |  |  |  |  |  |  |
|  |                                            |  |  |  |  |  |  |  |  |  |  |  |  |  |  |  |
|  |                                            |  |  |  |  |  |  |  |  |  |  |  |  |  |  |  |
|  | 10. Robert Collins                         |  |  |  |  |  |  |  |  |  |  |  |  |  |  |  |
|  |                                            |  |  |  |  |  |  |  |  |  |  |  |  |  |  |  |
|  |                                            |  |  |  |  |  |  |  |  |  |  |  |  |  |  |  |
|  | 5. Mary Winifred Collins                   |  |  |  |  |  |  |  |  |  |  |  |  |  |  |  |
|  |                                            |  |  |  |  |  |  |  |  |  |  |  |  |  |  |  |
|  |                                            |  |  |  |  |  |  |  |  |  |  |  |  |  |  |  |
|  | 11. Winifred Geraghty                      |  |  |  |  |  |  |  |  |  |  |  |  |  |  |  |
|  |                                            |  |  |  |  |  |  |  |  |  |  |  |  |  |  |  |
|  |                                            |  |  |  |  |  |  |  |  |  |  |  |  |  |  |  |
|  | 1. Susan Barbara Cullen-Ward               |  |  |  |  |  |  |  |  |  |  |  |  |  |  |  |
|  |                                            |  |  |  |  |  |  |  |  |  |  |  |  |  |  |  |
|  |                                            |  |  |  |  |  |  |  |  |  |  |  |  |  |  |  |
|  | 24. Coronel Thomas Murray-Prior            |  |  |  |  |  |  |  |  |  |  |  |  |  |  |  |
|  |                                            |  |  |  |  |  |  |  |  |  |  |  |  |  |  |  |
|  |                                            |  |  |  |  |  |  |  |  |  |  |  |  |  |  |  |
|  | 12. El Honorable Thomas Lodge Murray-Prior |  |  |  |  |  |  |  |  |  |  |  |  |  |  |  |
|  |                                            |  |  |  |  |  |  |  |  |  |  |  |  |  |  |  |
|  |                                            |  |  |  |  |  |  |  |  |  |  |  |  |  |  |  |
|  | 25. Eliza Catherine Skinner                |  |  |  |  |  |  |  |  |  |  |  |  |  |  |  |
|  |                                            |  |  |  |  |  |  |  |  |  |  |  |  |  |  |  |
|  |                                            |  |  |  |  |  |  |  |  |  |  |  |  |  |  |  |
|  | 6. Robert Sterling Murray-Prior            |  |  |  |  |  |  |  |  |  |  |  |  |  |  |  |
|  |                                            |  |  |  |  |  |  |  |  |  |  |  |  |  |  |  |
|  |                                            |  |  |  |  |  |  |  |  |  |  |  |  |  |  |  |
|  | 26. Robert Johnstone Barton                |  |  |  |  |  |  |  |  |  |  |  |  |  |  |  |
|  |                                            |  |  |  |  |  |  |  |  |  |  |  |  |  |  |  |
|  |                                            |  |  |  |  |  |  |  |  |  |  |  |  |  |  |  |
|  | 13. Nora Clarina Barton                    |  |  |  |  |  |  |  |  |  |  |  |  |  |  |  |
|  |                                            |  |  |  |  |  |  |  |  |  |  |  |  |  |  |  |
|  |                                            |  |  |  |  |  |  |  |  |  |  |  |  |  |  |  |
|  | 27. Emily Mary Darvall                     |  |  |  |  |  |  |  |  |  |  |  |  |  |  |  |
|  |                                            |  |  |  |  |  |  |  |  |  |  |  |  |  |  |  |
|  |                                            |  |  |  |  |  |  |  |  |  |  |  |  |  |  |  |
|  | 3. Phyllis Dorothea Murray-Prior           |  |  |  |  |  |  |  |  |  |  |  |  |  |  |  |
|  |                                            |  |  |  |  |  |  |  |  |  |  |  |  |  |  |  |
|  |                                            |  |  |  |  |  |  |  |  |  |  |  |  |  |  |  |
|  | 14. Gerard Edgar Herring                   |  |  |  |  |  |  |  |  |  |  |  |  |  |  |  |
|  |                                            |  |  |  |  |  |  |  |  |  |  |  |  |  |  |  |
|  |                                            |  |  |  |  |  |  |  |  |  |  |  |  |  |  |  |
|  | 7. Estella Augusta Herring                 |  |  |  |  |  |  |  |  |  |  |  |  |  |  |  |
|  |                                            |  |  |  |  |  |  |  |  |  |  |  |  |  |  |  |
|  |                                            |  |  |  |  |  |  |  |  |  |  |  |  |  |  |  |
|  | 15. Caroline Estella De Lange              |  |  |  |  |  |  |  |  |  |  |  |  |  |  |  |
|  |                                            |  |  |  |  |  |  |  |  |  |  |  |  |  |  |  |
|  |                                            |  |  |  |  |  |  |  |  |  |  |  |  |  |  |  |

| Predecesor: —                                          | Princesa consorte de Albania 7 de octubre de 1975 - 17 de julio de 2004      | Sucesor: Ella misma (como Reina consorte de Albania) |
| Predecesor: Geraldina de Albania (como Reina consorte) | Reina consorte Titular de Albania 7 de octubre de 1975 - 17 de julio de 2004 | Sucesor: Vacante                                     |